# 田中猛
田中 猛（たなか たけし、1967年4月24日 - ）は日本の実業家。アサヒペン元代表取締役社長。

## 略歴
1967年大阪府出身
- 1986年近大附属高卒[3]
- 奈良産業大学中退[4]
- 1991年2月アサヒペン入社[3]
- 2000年9月物流部長
- 2001年4月物流本部長
- 2001年6月取締役
- 2003年7月1日代表取締役社長[3][2]